# Papurana volkerjane
Espèce
Synonymes
- Rana volkerjane Günther, 2003
- Hylarana volkerjane (Günther, 2003)

Statut de conservation UICN

 DD  : Données insuffisantes
Papurana volkerjane est une espèce d'amphibiens de la famille des Ranidae.

## Répartition
Cette espèce est endémique de Nouvelle-Guinée. Elle se rencontre en Indonésie et en Papouasie-Nouvelle-Guinée entre 250 et 700 m d'altitude dans les monts Wondiwoi, Bewani et Torricelli,.

## Publication originale
- Günther, 2003 : Sexual colour dimorphism in ranid frogs from New Guinea: discription of two new species (Amphibia, Anura, Ranidae). Mitteilungen aus dem Museum für Naturkunde in Berlin, Zoologische Reihe, vol. 79, p. 207-227.